# Encomiendas en Nueva España
La encomienda en Nueva España fue principalmente introducida por Hernán Cortés después de la conquista de Tenochtitlan como forma de aprovechar económicamente las zonas conquistadas por españoles e indios a distintos reinos dentro de la corona de Castilla. La  encomienda fue objeto de las críticas de misioneros y juristas, así como de sucesivas normas que reglamentaban y limitaban su existencia. Entró en decadencia a partir de las Leyes Nuevas de 1542, aunque subsistió por algún tiempo en algunas regiones de frontera. La encomienda de indios procedía de una vieja institución medieval implantada por las órdenes militares en tiempos de la Reconquista. En América, esta institución debió adaptarse a una situación muy diferente y planteó problemas y controversias.
Como gobernador de La Española, Cristóbal Colón repartió indios entre los españoles, para que trabajaran en sus empresas agropecuarias y mineras, en condiciones muy duras. Bajo el posterior gobierno de fray Nicolás de Ovando, se introdujo formalmente el repartimiento (como trabajo forzoso, pero teóricamente asalariado). Los indios debían cumplir “como personas libres,  como lo son, y no como siervos”
Las denuncias de misioneros y alegatos de los humanistas sobre los abusos y excesos determinaron la aprobación de las Leyes de Burgos (1512),  con las que se buscaba que el encomendero tuviera obligaciones de trato justo, retribución equitativa y que evangelizara a los encomendados, todo bajo la supervisión de los oficiales reales, fue por esta situación lo que llevó a la Corona a adoptar, por razones morales, jurídicas y políticas, la decisión de no otorgar más encomiendas en sus dominios indianos.

## Evolución en Nueva España
A raíz de la conquista de México, Hernán Cortés distribuyó encomiendas entre los conquistadores. Dijo al rey que lo hizo "casi forzado", porque se veía en la obligación de recompensar a sus hombres y también atender al beneficio de la Real Hacienda. En Nueva Galicia la encomienda fue establecida por Nuño de Guzmán a partir de 1531. 
El repartimiento de indios encomiendas se hizo por pueblos, y al igual que en las Antillas incluyó el trabajo de los indios, pero además se agregó la práctica mesoamericana del tributo. La encomienda no incluía las tierras de los indios, ni jurisdicción civil o criminal sobre ellos.
La Corona toleró la instauración de hecho de la encomienda, pero procuró sujetarla a supervisión. Entre otros medidas, se estableció que los indios no debían entregar más trabajo ni tributos que los dados en la época prehispánica a sus antiguos señores.  Se enviaron jueces visitadores que recorrían los pueblos y realizaban "moderaciones" del tributo. Se prohibió el trabajo de los indígenas como cargadores o tamemes, al interior de las minas; o que fuesen llevados a largas distancias de sus pueblos. En 1536 se dispuso que las encomiendas solamente permanecerían durante "dos vidas", la del beneficiario original y un heredero.
La introducción de la encomienda se justificó en razón de la necesidad de recompensar los méritos de los conquistadores o “beneméritos”. Sin embargo prontamente se concedieron a colonos llegados tardíamente, funcionarios (como los mismos virreyes) y sus parientes, al igual que obispos (como fray Juan de Zumárraga o Vasco de Quiroga). 
También se otorgaron encomiendas a algunos nobles indios, como Isabel Tecuixpo Moctezuma, hija del huey tlatoani Moctezuma Xocoyotzin. Sus descendientes siguieron cobrando las rentas de esta encomienda hasta el siglo XVIII.
El tributo era inicialmente muy variado, e incluía mantas de algodón, maíz, forraje para caballos, granos de cacao (utilizados como monedas en esta época), oro o plata; así como determinado número de trabajadores indios cada cierta cantidad de días. El monto se establecía por tasaciones, que inicialmente se acordaban entre el encomendero y los nobles indios, pero después pasó a ser regulado o "moderado" por la Real Audiencia. A la larga, tendió a uniformarse en un peso y media fanega de maíz, aunque con variaciones regionales.

## Decadencia
Las Leyes Nuevas de 1542 ordenaron el fin de las encomiendas a la muerte de su titular, así como la confiscación de todas las que fuesen propiedad de eclesiásticos, de corporaciones civiles o religiosas. En México, el juez visitador Francisco Tello de Sandoval optó por suspender su aplicación, ante las peticiones del Ayuntamiento de la Ciudad de México, del virrey Antonio de Mendoza e incluso del obispo fray Juan de Zumárraga y los provinciales de las órdenes religiosas, mientras hacían llegar su apelación a España. El 20 de octubre de 1545 el rey suspendió el capítulo que prohibía la herencia de las encomiendas. Los españoles insistieron en que se dieran las encomiendas en perpetuidad, alegando que de esa manera los encomenderos tratarían mejor a sus indios. La norma que subsistió fue la concesión por ”dos vidas”, la del titular y su heredero, aunque se aceptaron excepciones que permitieron extender la concesión a la "tercera" e incluso a la "cuarta" vida.
El 22 de febrero de 1549 una real cédula prohibió que los encomenderos continuaran imponiendo esta forma de trabajo forzado a los indios encomendados, aunque si se autorizó que subsistiera  la obligación para los indígenas para que entregasen tributos en especie, es decir en forma de productos agrícolas, telas, cacao, frutas, tejidos de fibras naturales, y cualquier otro tipo de manufacturas a los españoles, correspondiendo este tributo a los habitantes indígenas de los pueblos circundantes a las haciendas de cada español, aunque ello no descartó que se siguiese dando ese trabajo forzado bajo el disfraz o fingimiento de trabajo remunerado en ciertas circunstancias en las siguientes décadas, e incluso hasta mediados del siglo 17 en ciertas regiones, en especial en las que se encontraban más alejadas de la Ciudad de México o de Guadalajara.  La encomienda quedó solamente como una especie de renta o pensión pagada por la Real Hacienda.
A medida que pasaba el tiempo, los herederos fueron muriendo, y la Corona se apropió de sus encomiendas, aunque algunas perduraron por más generaciones, por concesiones particulares.
La Corona, para satisfacer la demanda de trabajadores indios, estableció el repartimiento de indios trabajadores, por el cual los pueblos debían aportar el 4% de los hombres adultos, cada semana, que reunía el corregidor o alcalde mayor para después distribuirlos a distintos empresarios españoles, según una concesión temporal y revocable del virrey. Los hacendados tendieron a sustituir el trabajo forzado por el que realizaban jornaleros reducidos a la dependencia por deudas, en lo que se conoció como peonaje.

## Casos regionales
La encomienda fue importante en el centro de la Nueva España, pero no existió para los indios que habitaban las ciudades, en los puertos o los reales de minas como Guanajuato o Zacatecas. Tampoco hubo encomiendas en las misiones del norte. La encomienda subsistió de hecho o de derecho en regiones de frontera. 
En la Capitanía General de Yucatán se mantuvo por la inseguridad del dominio español, así como el prestigio y el ingreso que proporcionaba a los encomenderos. Sólo desapareció enteramente por una real cédula de 4 de diciembre de 1786.
En la Nueva Vizcaya las encomiendas se concedieron por los gobernadores para "reducir" a los indios no cristianos, que eran traídos por la fuerza para residir en las haciendas y propiedades de los españoles. No se hicieron más concesiones a partir de 1670.
En el Nuevo Reino de León así como en las regiones ubicadas al extremo Oriente del Reino de la Nueva Vizcaya conformada por los actuales municipios de Saltillo, Arteaga, Ramos Arizpe, Parras que en 1785 pasaron a formar parte de la Provincia de San Francisco de Coahuila, los gobernadores daban licencias a lo españoles, criollos y mestizos para realizar “mariscadas” o incursiones armadas para capturar indígenas que vivían hacia el Norte y hacia el Río Grande del Norte (Bravo) llegando hasta el actual Estado de Texas), para imponerles trabajos en campos de cultivo, lo mismo que servirles como sirvientes, o bien para que trabajaran en las minas, en donde siguieron vendiéndolos a los dueños de dichas minas. Si bien se les llamaba encomiendas, realmente ya no lo eran en los términos previstos por las leyes para esta institución. En 1698 la Corona prohibió en forma definitiva las que se siguiera abusando de los indígenas, pero en la práctica pervivió la antigua situación, ahora con el nombre de ·congregas.
En Filipinas, la encomienda se estableció formalmente en 1568 y pervivió hasta el siglo XVIII, por concesiones particulares, aunque para esa época ya eran pocas y estaban sobre todo en manos de instituciones religiosas.  En 1721 se prohibió la reasignación de las encomiendas vacantes..
En Nuevo México el gobernador Juan de Oñate distribuyó encomiendas entre sus hombres, cuyo beneficio consistía en tributo en especie.  Después de la rebelión de los llamados indios "pueblo" de 1680-1692, la encomienda fue descartada como institución.